# Championnat d'Angleterre de football de deuxième division 1905-1906
Navigation
Édition précédente Édition suivante
La saison 1905-1906 est la quatorzième saison du championnat d'Angleterre de football de deuxième division. Les deux premiers du championnat obtiennent une place en première division, les trois derniers sont relégués uniquement s'ils n'obtiennent pas assez de voix dans la procédure de réélection.
Bristol City remporte la compétition et se voit promu en première division accompagné du vice-champion, Manchester United. Parmi les trois derniers, tous les clubs obtiennent assez de voix pour rester en deuxième division. Le meilleur buteur est William Maxwell avec 27 buts pour Bristol City.
Cette saison comme les deux premières divisions passent à 20 équipes, il n'y a pas eu de relégation de la première à la deuxième division. Par contre, il y a cinq promus de troisième division.

## Compétition
La victoire est à deux points, un match nul vaut un point.

### Classement
| Rang | Équipe               | Pts | J  | G  | N  | P  | Bp | Bc | Diff |
| ---- | -------------------- | --- | -- | -- | -- | -- | -- | -- | ---- |
| 1    | Bristol City         | 66  | 38 | 30 | 6  | 2  | 83 | 28 | +55  |
| 2    | Manchester United    | 62  | 38 | 28 | 6  | 4  | 90 | 28 | +62  |
| 3    | Chelsea FC P         | 53  | 38 | 22 | 9  | 7  | 90 | 37 | +53  |
| 4    | West Bromwich Albion | 52  | 38 | 22 | 8  | 8  | 79 | 36 | +43  |
| 5    | Hull City P          | 44  | 38 | 19 | 6  | 13 | 67 | 54 | +13  |
| 6    | Leeds City P         | 43  | 38 | 17 | 9  | 12 | 59 | 47 | +12  |
| 7    | Leicester Fosse      | 42  | 38 | 15 | 12 | 11 | 53 | 48 | +5   |
| 8    | Grimsby Town         | 40  | 38 | 15 | 10 | 13 | 46 | 46 | 0    |
| 9    | Burnley FC           | 38  | 38 | 15 | 8  | 15 | 42 | 53 | -11  |
| 10   | Stockport County P   | 35  | 38 | 13 | 9  | 16 | 44 | 56 | -12  |
| 11   | Bradford City        | 34  | 38 | 13 | 8  | 17 | 46 | 60 | -14  |
| 12   | Barnsley FC          | 33  | 38 | 12 | 9  | 17 | 60 | 62 | -2   |
| 13   | Lincoln City         | 30  | 38 | 12 | 6  | 20 | 69 | 72 | -3   |
| 14   | Blackpool FC         | 29  | 38 | 10 | 9  | 19 | 37 | 62 | -25  |
| 15   | Gainsborough Trinity | 28  | 38 | 12 | 4  | 22 | 44 | 57 | -13  |
| 16   | Glossop FC           | 28  | 38 | 10 | 8  | 20 | 49 | 71 | -22  |
| 17   | Burslem Port Vale    | 28  | 38 | 12 | 4  | 22 | 49 | 82 | -33  |
| 18   | Chesterfield FC      | 28  | 38 | 10 | 8  | 20 | 40 | 72 | -32  |
| 19   | Burton United        | 26  | 38 | 10 | 6  | 22 | 34 | 67 | -33  |
| 20   | Clapton Orient P     | 21  | 38 | 7  | 7  | 24 | 35 | 78 | -43  |

|  | Vainqueur de la deuxième division et promotion en First Division |
|  | Promotion en First Division                                      |
|  | Réélection                                                       |
|  | Relégué                                                          |

- Parmi les trois derniers, aucun club sera relégué en troisième division ayant tous obtenu assez de voix.